# 일광폴라리스의 음반
이 부분의 본문은 일광폴라리스 엔터테인먼트에서 발매한 음반 목록이다.

## 2000년대
- 2006년 10월 26일 김태우 - 하고 싶은 말
- 2008년 8월 19일 김범수 - 김범수
- 2008년 12월 24일 김범수 - [Digital Single] 슬픔보다 더 슬픈 이야기
- 2009년 5월 19일 김태우 - [Digital Single] 기억과 추억
- 2009년 5월 20일 김범수 - [Digital Single] 잊은만큼 후회해
- 2009년 7월 24일 김범수 - [Digital Single] Color Of City (Blue)[1]
- 2009년 9월 3일 김태우 - T-VIRUS[2]
- 2009년 9월 11일 김범수 - [Digital Single] Slow Man[3]
- 2009년 11월 10일 채동하 - Essay
- 2009년 11월 11일 김태우 - [Digital Single] 꿈을 꾸다 (아이리스(Iris) OST Part.4)[4]
- 2009년 12월 15일 김태우 - [Digital Single] 사랑눈

## 2010년대
- 2010년 4월 1일 김태우 - [Digital Single] 경희를 내 품에[5]
- 2010년 4월 16일 김태우 - 개인의 취향 OST Part.4
- 2010년 6월 22일 김범수 - 자이언트 OST Part.2
- 2010년 9월 29일 김범수 - Solista Part.1
- 2010년 10월 21일 선우 - Harmony
- 2010년 11월 5일 김범수 - [Digital Single] TWENTYth Urban[6]
- 2011년 1월 31일 김범수 - [Digital Single] 달라[7]
- 2011년 6월 16일 김범수 - SOLISTA Part.2
- 2011년 8월 8일 김범수 - [Digital Single] Hwang Project Vol.2 - 사람,사랑[8]
- 2011년 8월 21일 김범수 - [Digital Single] 나는 가수다 사랑보다 깊은 상처[9]
- 2011년 11월 11일 김범수 - 뿌리 깊은 나무 OST Part.3
- 2012년 2월 21일 김범수 - [Digital Single] 윤일상 작곡가 21주년 기념 앨범 I`m 21 Part.3
- 2012년 4월 27일 아이비 - INTERVIEW
- 2012년 5월 17일 김범수 - [Digital Single] Rock Star
- 2012년 5월 29일 김범수 - 추적자 OST Part.1
- 2012년 6월 19일 아이비 - 추적자 OST Part.3
- 2012년 11월 23일 김범수 - 겟올라잇 쇼케스트라
- 2012년 11월 30일 김범수 - [Digital Single] 하얀 겨울[10]
- 2013년 3월 7일 레이디스 코드 - CODE#01 나쁜여자
- 2013년 3월 11일 아이비 - 돈의 화신 OST Part.4
- 2013년 6월 13일 아이비 - I DANCE
- 2013년 8월 6일 레이디스 코드 - [Digital Single] Hate You
- 2013년 9월 5일 레이디스 코드 - CODE#02 PRETTY PRETTY
- 2013년 12월 27일 김범수 - [Digital Single] Share the Dream
- 2014년 1월 15일 럼블피쉬 - I Am Rumble Fish[11]
- 2014년 2월 13일 레이디스 코드 - [Digital Single] So Wonderful
- 2014년 2월 25일 양동근 - [Digital Single] YDG Series VOL.1 JAJAJA
- 2014년 5월 16일 레이디스 코드 - 꽃할배수사대 OST Part.1
- 2014년 6월 5일 럼블피쉬 - 꽃할배수사대 OST Part.2
- 2014년 6월 12일 선우 - 꽃할배수사대 OST Part.3
- 2014년 8월 5일 아이비 - 조선총잡이 OST Part.5
- 2014년 8월 7일 레이디스 코드 - [Digital Single] KISS KISS
- 2014년 9월 23일 김범수 - [Digital Single] 눈물나는 내 사랑
- 2014년 11월 21일 김범수 - HIM
- 2015년 2월 18일 김범수 - 하이드 지킬,나 OST Part.5
- 2015년 2월 23일 선우 - My Classics
- 2015년 3월 31일 아이언 - [Digital Single] blu
- 2015년 4월 18일 럼블피쉬 - 파랑새의 집 OST Part.5
- 2015년 5월 15일 한희준 - [Digital Single] QnA[12]
- 2015년 6월 13일 한희준 - 사랑하는 은동아 OST Part.3
- 2015년 8월 7일 양동근 - [Digital Single] YDG Series VOL.2 Jump Down
- 2015년 9월 3일 폴라리스 - [Digital Single] I'm Fine Thank You
- 2015년 9월 7일 레이디스 코드 - [Digital Single] 아파도 웃을래
- 2015년 12월 24일 김완선 - [Digital Single] 어게인 1988[13]
- 2016년 2월 3일 김범수 - [Digital Single] 투유 프로젝트 - 슈가맨 Part.16[14]
- 2016년 2월 9일 김범수 - [Digital Single] 판타스틱 듀오 - 내 손에 가수[15]
- 2016년 2월 18일 김완선 - [Digital Single] 강아지
- 2016년 2월 24일 레이디스 코드 - [Digital Single] Myst3ry
- 2016년 3월 30일 레이디스 코드 - [Digital Single] MYST3Re:
- 2016년 4월 22일 김범수 - [Digital Single] 서툰 시 (Pain Poem)
- 2016년 4월 24일 김범수 - [Digital Single] 판타스틱 듀오 Part.2[16]
- 2016년 7월 26일 양동근 - [Digital Single] Beside Me[17]
- 2016년 7월 27일 소정 - [Digital Single] 아이돌보컬리그 - 걸스피릿 EPISODE 02[18]
- 2016년 8월 4일 김범수 - 함부로 애틋하게 OST Part.9
- 2016년 8월 16일 소정 - [Digital Single] 아이돌보컬리그 - 걸스피릿 EPISODE 05[19]
- 2016년 8월 24일 소정 - [Digital Single] 아이돌보컬리그 - 걸스피릿 EPISODE 06[20]
- 2016년 9월 9일 아이언 - ROCK BOTTOM
- 2016년 9월 25일 김범수 - [Digital Single] 판타스틱 듀오 Part.17[21]
- 2016년 9월 28일 소정 - [Digital Single] 아이돌보컬리그 - 걸스피릿 EPISODE 11[22]
- 2016년 10월 13일 레이디스 코드 - STRANG3R
- 2016년 10월 19일 한희준 - 공항 가는 길 OST Part.3
- 2016년 11월 2일 양동근 - [Digital Single] 작업혼
- 2016년 11월 18일 양동근 - [Digital Single] Don`t Go
- 2016년 11월 24일 한희준 - 노래의 탄생 TRACK 8[23]
- 2016년 12월 2일 아이비 - 싱데렐라 스페셜 헌정송 4탄
- 2017년 2월 20일 한희준 - [Digital Single] 풋사랑
- 2017년 3월 11일 양동근 - [Digital Single] 고등래퍼 지역대항전 Part.1[24]
- 2017년 3월 15일 김범수 - 사임당,빛의 일기 OST Part.7
- 2017년 4월 9일 김범수 - [Digital Single] 판타스틱 듀오 2 Part.2[25]
- 2017년 4월 16일 김범수 - [Digital Single] 판타스틱 듀오 2 Part.3[26]
- 2017년 4월 23일 한희준 - [Digital Single] 좋아하나봄
- 2017년 5월 4일 소정 - [Digital Single] 우린 왜 이별하는 걸까 (Better Than Me)
- 2017년 6월 17일 아이비 - 품위있는 그녀 OST Part.1
- 2017년 9월 30일 한희준 - 가을 우체국 OST Part.1
- 2017년 10월 28일 아이비 - 브라보 마이 라이프 OST Part.1
- 2017년 10월 29일 유하정, 최하영,희진,현진 - [Digital Single] 믹스나인 Part.1
- 2017년 12월 3일 김범수 - [Digital Single] 판타스틱 듀오 2 Part.21[27]
- 2018년 1월 4일 한희준 - [Digital Single] Deep Inside
- 2018년 1월 30일 주니 - 4가지하우스 OST Part.1
- 2018년 3월 8일 소정 - [Digital Single] Stay Here
- 2018년 5월 10일 고유진 - [Digital Single] 내꺼야[28]
- 2018년 7월 17일 애슐리 - [Digital Single] HERE WE ARE
- 2018년 11월 6일 한희준 - [Digital Single] Starry Night
- 2018년 12월 12일 레이디스 코드 - [Digital Single] THE LAST HOLIDAY
- 2019년 3월 7일 소정 - 빙의 OST Part.1
- 2019년 3월 28일 한희준 - 빙의 OST Part.4
- 2019년 5월 16일 레이디스 코드 - [Digital Single] Feedback
- 2019년 7월 3일 소정 - 단, 하나의 사랑 OST Part.7[29]
- 2019년 7월 26일 소정 - 평일 오후 세시의 연인 OST Part.2
- 2019년 10월 10일 레이디스 코드 - CODE 03 SET ME FREE
- 2019년 12월 15일 소정 - 간택 - 여인들의 전쟁 OST Part.1